# اروم آدا
اُروم آدا نام شرکتی در ایران، ۹ کیلومتری شهر ارومیه در جاده سنتو با مساحت تقریبی ۵۲۰۰۰ متر مربع و ۱۹۵۰۰ مترمربع زیربنا تأسیس گردیده‌است. این شرکت در سال ۱۳۷۰ به منظور تولید انواع محصولات غذایی به بهره‌برداری رسید. تولیدات اروم آدا در ابتدا شامل انواع رب گوجه فرنگی بود که به تدریج و با توجه به نیاز مشتریان و نیز سیاست‌های توسعه شرکت تعداد و تنوع محصولات افزایش یافت. محصولات اروم آدا علاوه بر رب گوجه فرنگی شامل انواع کنسروجات (غیرگوشتی)،کمپوت ها، مرباجات، ترشیجات و شوریجات، سس، آبلیمو و رب انار می باشد.
این تولیدکننده به کشورهای: افغانستان، عراق، کانادا، سوئد، کویت، آمریکا، استرالیا، عربستان سعودی، امارات متحده عربی، مالزی، تایلند و کره جنوبی صادرات دارد.

## محصولات
- انواع سس‌های سرد (مایونز معمولی و کم چرب)
- انواع سس‌های گرم (کچاپ معمولی و تند)
- انواع مربا (توت فرنگی، هویج، آلبالو، بالنگ، زردآلو، انجیر، کدو حلوایی، به و پوست بالنگ)
- انواع سرکه (معمولی، رنگی و طعم دار)
- انواع زیتون و پرورده
- انواع رب گوجه‌فرنگی
- انواع ترشی
- انواع کنسرو
- انواع عسل
- انواع آبمیوه شامل آبلیمو، آبغوره، توت فرنگی، آلبالو، انار، آناناس، سیب، لیمو، زردآلو، هلو، پرتقال و انبه